# Aulus Ofilius
Aulus Ofilius (n. 100 î.Hr. – d. secolul I î.Hr.) a fost un jurist roman provenit dintr-o familie de cavaleri din Republica Romană.

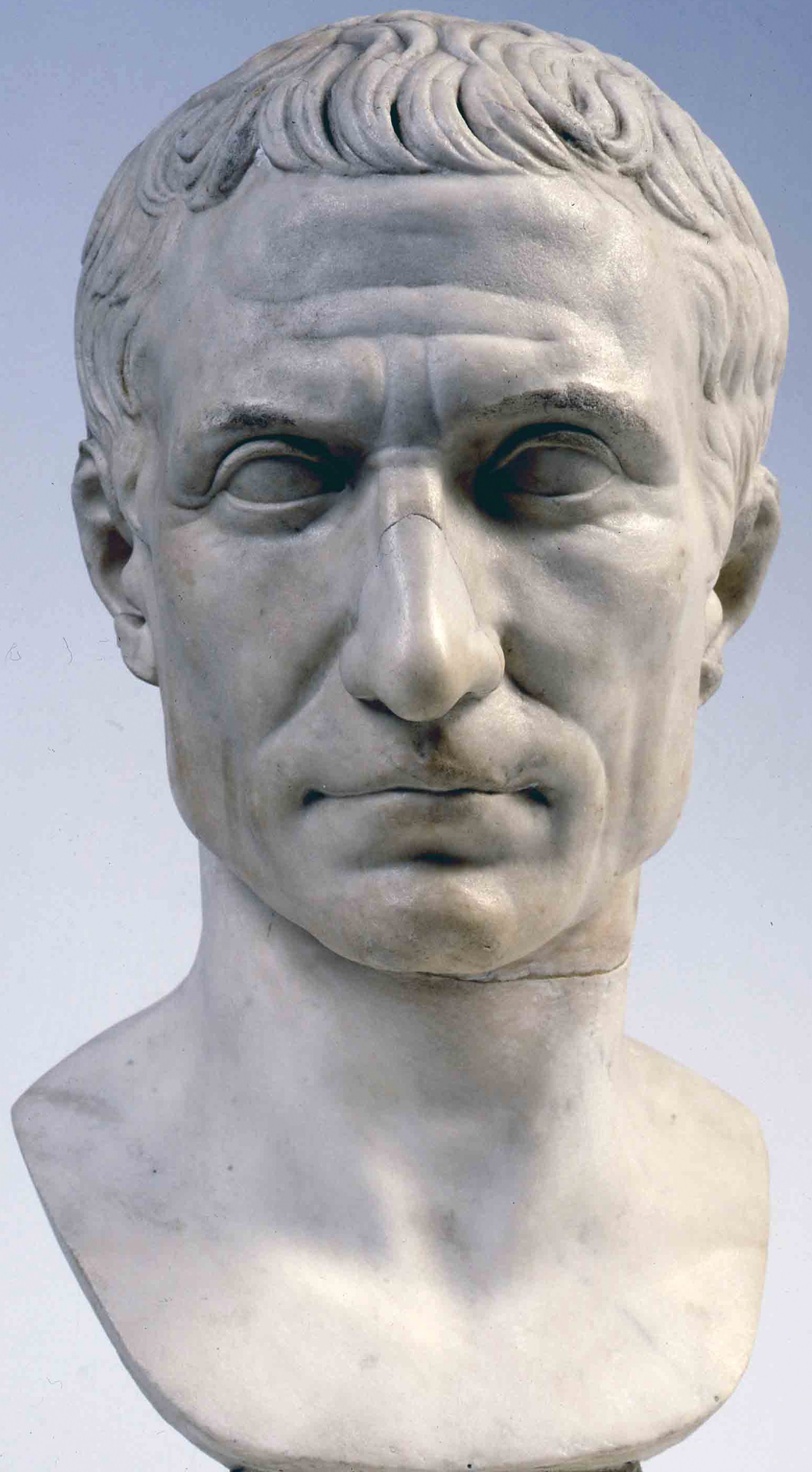
Ofilius a fost unul dintre apropiații lui Iulius Caesar.

Este unul dintre cei mai importanți juriști din perioada republicană târzie. Talentele sale erau recunoscute de contemporanii săi. S-a teoretizat în trecut că, dacă nu ar fi fost asasinat, amicul său Iulius Caesar i-ar fi încredințat acestuia responsabilitatea de a crea un cod de legi.